# Atopodontus
Atopodontus is een monotypisch geslacht van straalvinnige vissen uit de familie van de baardmeervallen (Mochokidae).

## Soorten
- Atopodontus adriaensi Friel & Vigliotta, 2008